# Ohlson 8:8

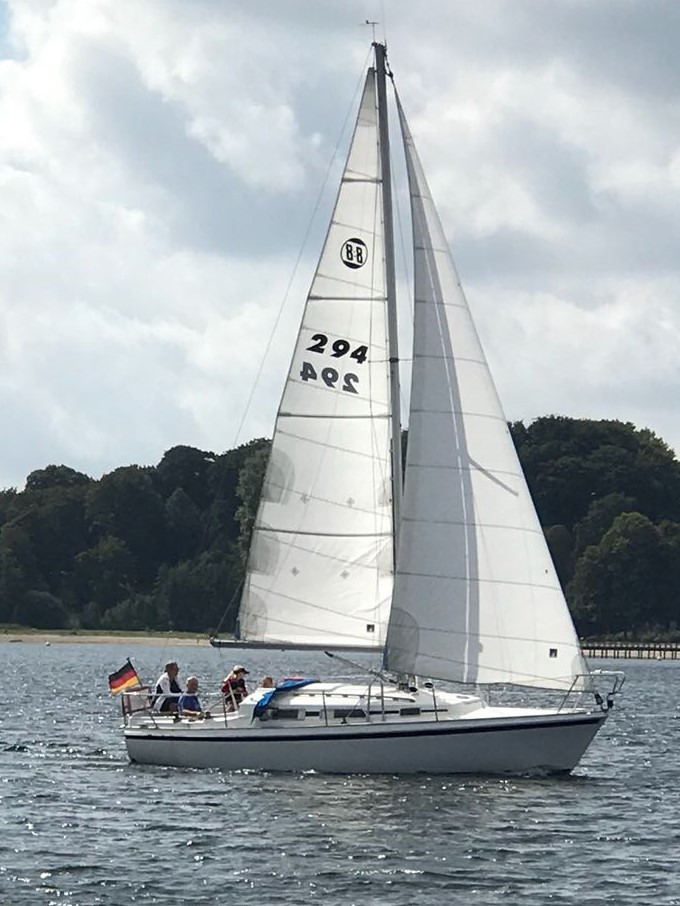
Ohlson 8:8 auf der Flensburger Förde

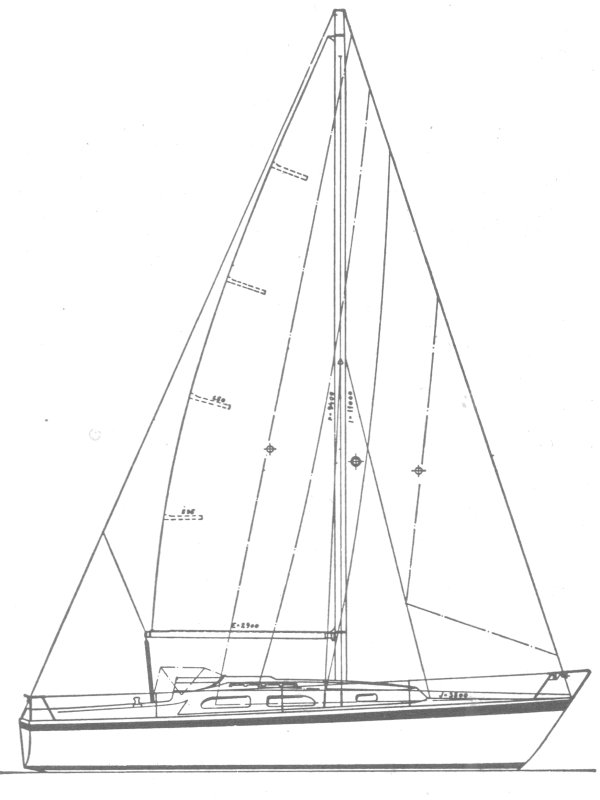
Segelriss Ohlson 8:8

Ohlson 8:8 ist eine schwedische Segelyacht, die von dem Bootskonstrukteur Einar Ohlson entworfen und von der Werft Bröderna Ohlson AB und später Malö Yachts AB gebaut wurde. Die Ohlson 8:8 wurde vorrangig als Fahrtenyacht für Familien konzipiert und 1972 zum ersten Mal in Deutschland auf der Hamburger Bootsausstellung von ihrem Konstrukteur präsentiert.

## Konstruktion
Die neue Konstruktion überraschte mit einem extrem breiten Heck, einem senkrecht stehenden Spiegel und durch einen hohen Wohnkomfort unter Deck. Bis zu dieser Zeit gab es auf Segelbooten unterhalb von 9 Meter Länge keinen Salon mit voller Stehhöhe und Platz für sechs Kojen, einem abgeschlossenen WC-Raum mit 1,78 m Höhe, eine komplette Navigation und Pantry und viel Stauraum. Die Ohlson 8:8 war konstruktiv ihrer Zeit weit voraus. Es wurden unter Deck leichte Kunststoffsegmente verbaut, die zur optischen Aufwertung mit Holzverblendungen und Türen versehen wurden. Dies wurde im WC-Raum, Vorschiff, Pantry und Motorenverkleidung angewandt. Weiterhin erhielt die Kajütdecke eine Innenverschalung aus Kunststoff. Dieses Einrichtungskonzept setzte sich erst viel später im Serienschiffbau durch.
Die Ohlson 8:8 segelte auch sehr schnell und war zur damaligen Zeit auf den Regattabahnen sehr erfolgreich. Der Grund lag im Unterwasserschiff, denn die Konstruktion zeigte einen Flossenkiel mit tiefliegender Ballastbombe, im Vorschiffbereich eine flache auf Geschwindigkeit getrimmte Sektion und ein Ruder mit einer schmalen Vorflosse zur Stabilisierung. Diese Konfiguration ermögliche gute Manövriereigenschaften zu einer Zeit als geteilte Lateralpläne noch nicht selbstverständlich waren.
Die Ohlson 8:8 ist eine toppgetakelte Slup mit einem Babystag, typisch für die nach der damaligen International Offshore Rule (IOR) konstruierten Yachten. Sie hat daher auch ein vergleichsweise kleines Großsegel bei größeren Vorsegeln.
Die Yacht verfügte ab Werk über einen Volvo Penta Motor, MD 7A, Zweizylinder, 13 PS mit Wendegetriebe und 12 Volt Startmotor.

## Geschichte
1969 bat der renommierte schwedische Kryssarsklubben (deutsch: Kreuzerklub) bekannte Bootskonstrukteure wie Lars-Olof Norlin, Einar Ohlson und Olle Enderlein um den Entwurf einer gut segelnden Fahrtenyacht unter 9 Meter Länge für ein breiteres Segelpublikum. Die Ohlson 8:8 gewann die Ausschreibung und traf den Zeitgeschmack bei moderaten Preisen.
Die ersten beiden Ohlson 8:8 wurden 1970 gebaut. 1971 begann der Bau neben dem Werftstandort Göteborg auch auf der Werft Karlskronavarvet, doch nach 25 Ohlson 8:8 ging die Firma in Konkurs. Die Produktion wurde nach Kungsviken auf die Bootsbauerinsel Orust verlagert. So visionär Konstrukteur Einar Ohlson auch war, so desolat war sein Management. 1975 ging Bröderna Ohlson in Konkurs und Malö Yachts übernahm.
Als die Produktion an der Westküste Schwedens begann, wurde das Kielgewicht um 100 kg erhöht. Der Boden der Befestigungen wurde fortan mit 80 Millimeter dicken Laminaten verstärkt. Das Gesamtgewicht des Bootes erhöhte sich damit auf 3600 kg.
Im Herbst 1978 zog die Fertigung nach Lysekil um, da Kungshamns Marin von Mölnlycke Marin die Gullmarswerft übernahm. Ein neues Mastprofil wurde ausprobiert und in diesem Zusammenhang wurde vom Drehreff auf das Bindereff umgestellt.
Die Produktion wurde 1981 nach ca. 325 Booten eingestellt. Die meisten Ohlson 8:8 wurden in Halbfertig- oder Segelklar-Version mit Grundausstattung verkauft. Als Extra gab es eine De-Luxe-Ausführung gegen Aufpreis: vier Luken aus Teak unter den Kojen im Vorschiff und Kajüte, Schrank mit Schiebetüren aus Teak über den Backbord-Rückenkissen in der Kajüte. Eine Lade im Kartentisch mit einer Klappscheibe. Fußreling aus Teak an Deck und Grätings für Cockpitboden und Bänke.